# Filialkirche Astätt

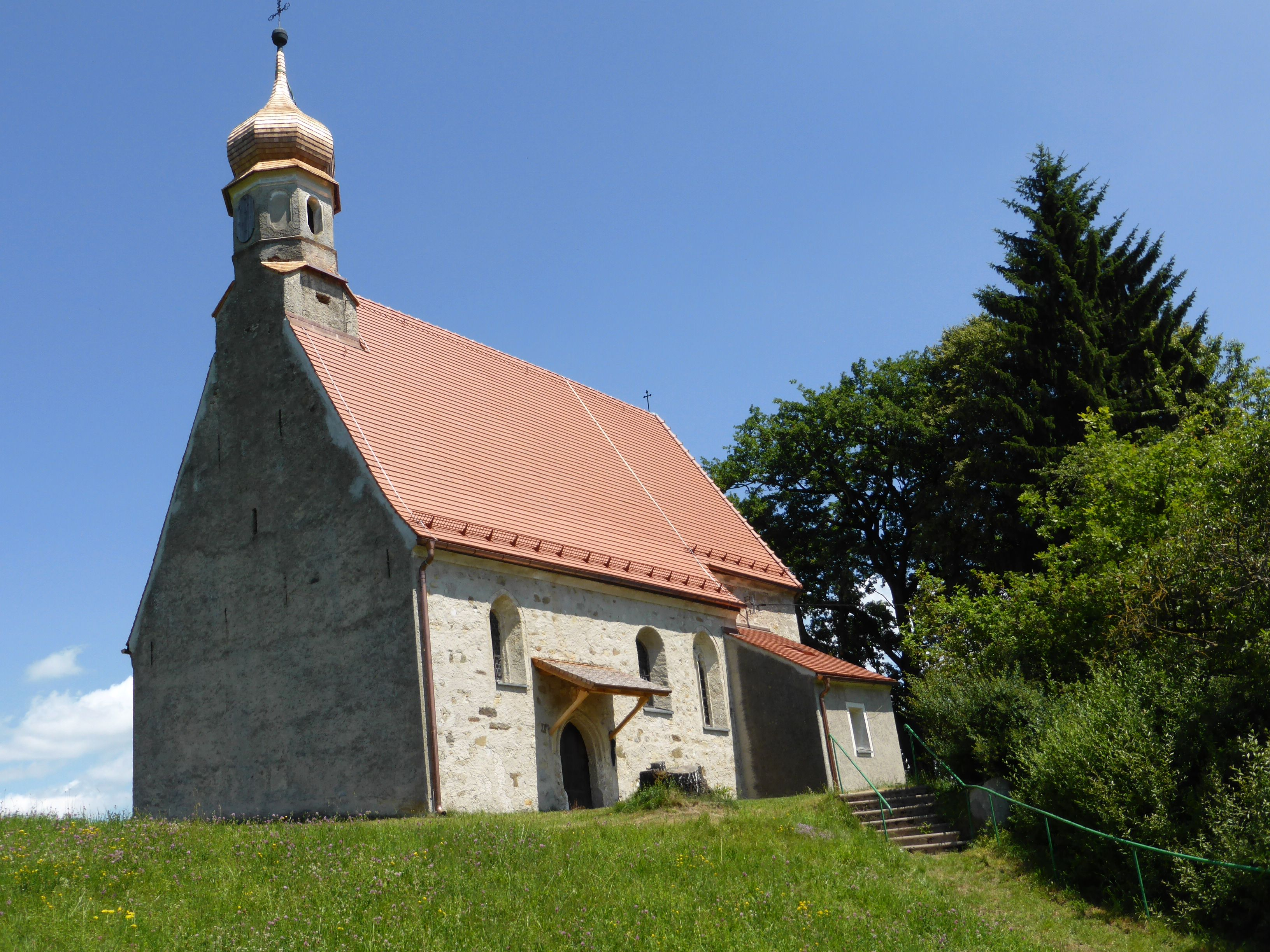
Filialkirche Johannes Bap. und Ev.

Langhaus und Chor

Deckenfresko: Enthauptung des Johannes Baptista

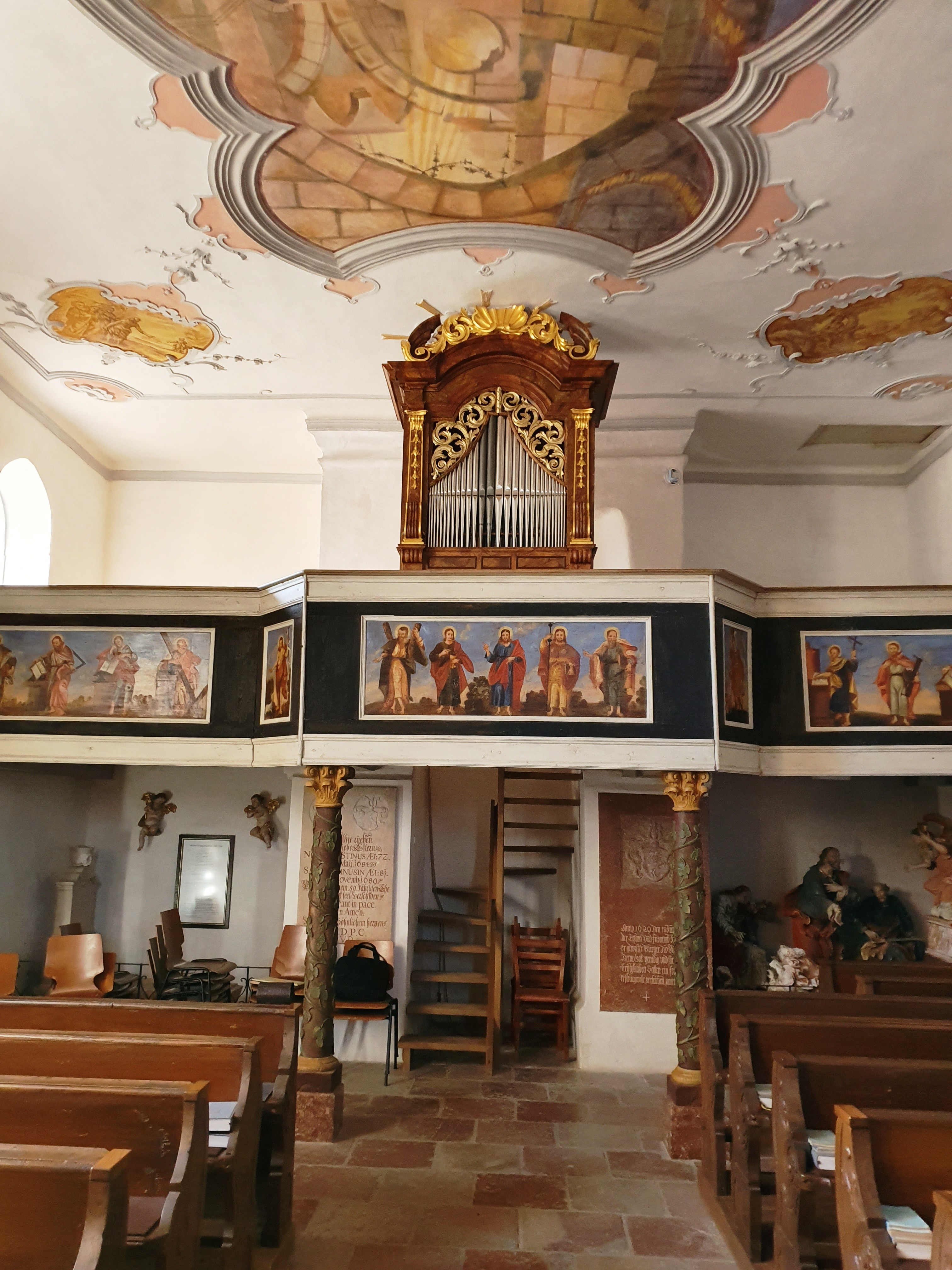
Egedacher-Positiv, ~ 1715

Die römisch-katholische Filialkirche Astätt steht in der Ortschaft Astätt der Gemeinde Lochen am See im Bezirk Braunau in Oberösterreich. Die dem Patrozinium der hll. Johannes dem Täufer und Johann dem Evangelisten (24. Juni – Johannistag) unterstellte Filialkirche gehört zum Dekanat Mattighofen der Diözese Linz. Die Kirche steht unter Denkmalschutz (Listeneintrag).

## Geschichte
Astätt ist als Sitz des Richters vom oberen Weilhart bereits im 8. Jahrhundert bezeugt; auch das Patrozinium zum hl. Johannes dem Täufer weist auf das frühe Vorhandensein einer Kirche hin, da es ein häufig gewähltes Patrozinium karolingischer Zeit (788–911) war. Sie wurde vor der Lohener Kirche (um 1143) gestiftet. Astätt scheint im Jahr 794 als „Austeti“ oder „Auisteti“ auf und gehörte bis zum Jahr 1779 zum Bistum Passau (→ Friede von Teschen). Im Jahre 1565 war der Mattseer Chorherr Georg Grärockh (1478–1565) hier tätig. Die Geistlichen der Pfarre Lochen-Astätt wohnten in der Nähe dieses Gotteshauses, das jetzt im Rang einer Filialkirche steht, im Pfarrhaus mit der Anschrift „Astätt Nr. 1“. Im Jahr 1690 war der Pfarrhof umgebaut worden, 1750 hatte er einen neuen Pferdestall erhalten. Es ist anzunehmen, dass jeder Pfarrer eine Fahrt mit einer Kutsche zur 2 km entfernten Pfarrkirche Lochen, früher „Lohen“ geschrieben, einem Fußmarsch dorthin vorzog, besonders bei schlechter Witterung.
Seit dem Jahr 1960 ist der Sitz des Lochener Pfarrers nicht mehr in Astätt, sondern im neu erbauten Pfarrhof in
Lochen, Tannbergstraße 10.

## Architektur
Die Kirche ist ein einschiffiger Steinbau mit Spitzbogenfenstern, einem aufgesetzten Dachreiter und einer angebauten Sakristei. Außen sind die typischen spätgotischen Formen einer Landkirche dieser Gegend erkennbar. Das Gewölbe der Langhauses ist im Laufe der Zeit offenbar unstabil geworden und musste abgetragen werden, an seiner Stelle wurde um 1646 eine flache Holzdecke im Kircheninneren angebracht.

## Ausstattung
Das Chorgewölbe ist mit Stuck aus dem frühen Rokoko geschmückt. Das 1918/1919 übermalte und 1989 wieder freigelegte Deckengemälde im Langhaus zeigt die Enthauptung Johannes des Täufers.

## Einrichtung
Der Hauptaltar entstand um 1710 im Umkreis von Meinrad Guggenbichler. Die beiden Außenfiguren stellen die Heiligen Johannes und Paulus als Wetterheilige mit den Attributen Sonne und Wolken dar. Die Mittelgruppe des Altars bildet Johannes der Täufer und Johannes der Evangelist. Im Aufsatz befinden sich der hl. Antonius von Padua mit dem Jesuskind, rechts und links die Heiligen Anna und Joachim (Großeltern Jesu). Die Seitenaltäre stammen von 1678.

## Orgel
- 1715: Das Positiv stammt höchstwahrscheinlich aus der Werkstätte des Hoforgelmachers (1706–1747) Johann Christoph Egedacher und wurde, vermutlich im Jahr 1715, für das Sacellum (Salzburg) geschaffen. Auftraggeberin war die im Jahr 1697 gegründete „Marianische deutschen Kongregation“ für alhiesige teutsche Jung-Gesellen, der die Inneneinrichtung des Sacellums gehörte. 1866 veräußerte die „Deutsche Congregation“ das Egedacher-Positiv an Johann Mauracher (1818–1884) und bestellte bei ihm eine neue Orgel (I/P, 7 Register, erhalten).[4]
- 1867: Der Stiftsdechant von Mattsee erlaubte im November 1867 den Ankauf des Instruments nach getaner Modifikations-Arbeit […] von höchstens zwey Tagen, womit der Austausch eines Registers gemeint war, nämlich der Quint 2 2⁄3′ gegen ein Principal 4′. So kam es Ende 1867 nach Astätt, Johann Mauracher erhielt dafür am 15. Jänner 1868 140 Gulden.[5][6]
- 2019: Von Mai bis Dezember 2019 wurde das Egedacher-Positiv von Orgelbau Kögler restauriert und die originale Disposition wieder hergestellt. In diesem Zuge wurde das Instrument durch Reinhard Böllmann (München) einer eingehenden Analyse unterzogen. Coronabedingt konnte das Instrument erst am 28. August 2021 der Öffentlichkeit präsentiert werden, bei einem Orgelkonzert, gespielt von Peter Waldner.

Disposition
| Manual: (45 Tasten C–c3, Kurze Oktave) |                           |
| Copl                                   | 8′ (Holz, gedeckt)        |
| Fleten                                 | 4′ (Holz, offen)          |
| Quint                                  | 2 ⁄3′ (C-gs1 im Prospekt) |
| Principal                              | 2′                        |

- Stimmton: 463 Hz bei 15 °C (Cornettton)
- Mitteltönige Stimmung
- Winddruck: 67,8 mm WS

Anmerkungen
1. ↑  War 1867 von Johann Nepomuk Carl Mauracher durch ein Principal 4′ in Zinn ausgetauscht worden. Die Zinnpfeifen wurden im Jahr 1920 von Karl Meisinger d. Ä. (1888–1935), der in Braunau eine Metallpfeifenmacherwerkstätte betrieb, durch Zinkpfeifen ersetzt.